# Elecciones municipales de 2015 en la provincia de Córdoba
Las elecciones municipales de 2015 en la provincia de Córdoba se celebraron el 24 de mayo de 2015, al mismo tiempo que en el resto de España. 

## Resultados electorales

### Resultados globales
| Elecciones municipales de la provincia de Córdoba en 2015 |        |           |            |            |
| Partido                                                   | Votos  | Variación | Porcentaje | Concejales |
| Participación                                             | 413303 | 5,59%     | 64,44%     |            |
| Voto en blanco                                            | 5793   | 0,62%     | 1,42%      | -          |
| Votos nulos                                               | 5723   | 0,62%     | 1,42%      | -          |
| Partidos:                                                 | -      | -         | -          | -          |
| PSOE                                                      | 134344 | 5,37%     | 32,96%     | 406        |
| PP                                                        | 123745 | 6,65%     | 30,36%     | 257        |
| IULV-CA                                                   | 62435  | 1,67%     | 15,32%     | 144        |
| Cs                                                        | 16134  | 3,96%     | 3,96%      | 5          |
| PA                                                        | 9794   | 3,13%     | 2,4%       | 21         |

### Resultados en los principales municipios
En la siguiente tabla se muestran los resultados electorales en los municipios más habitados de la provincia de Córdoba.
| Municipio                              | Municipio                            | Alcalde y gobierno municipal saliente                                       | Partido | Votos | %     | Concejales | +/- | Alcalde y gobierno municipal electo                                                               |
| -------------------------------------- | ------------------------------------ | --------------------------------------------------------------------------- | ------- | ----- | ----- | ---------- | --- | ------------------------------------------------------------------------------------------------- |
|                                        | Córdoba 29 concejales                | - Alcalde: José Antonio Nieto (PP) - Gobierno municipal: PP                 | PP      | 50776 | 34,44 | 11         | 5   | - Alcalde: Isabel Ambrosio (PSOE) - Gobierno municipal: PSOE                                      |
| PSOE                                   | Córdoba 29 concejales                | - Alcalde: José Antonio Nieto (PP) - Gobierno municipal: PP                 | 30334   | 20,55 | 7     | 3          |     | - Alcalde: Isabel Ambrosio (PSOE) - Gobierno municipal: PSOE                                      |
| Ganemos Córdoba                        | Córdoba 29 concejales                | - Alcalde: José Antonio Nieto (PP) - Gobierno municipal: PP                 | 18460   | 12,51 | 4     | 4          |     | - Alcalde: Isabel Ambrosio (PSOE) - Gobierno municipal: PSOE                                      |
| IU                                     | Córdoba 29 concejales                | - Alcalde: José Antonio Nieto (PP) - Gobierno municipal: PP                 | 17670   | 11,97 | 4     | 0          |     | - Alcalde: Isabel Ambrosio (PSOE) - Gobierno municipal: PSOE                                      |
| C's                                    | Córdoba 29 concejales                | - Alcalde: José Antonio Nieto (PP) - Gobierno municipal: PP                 | 12735   | 8,63  | 2     | 2          |     | - Alcalde: Isabel Ambrosio (PSOE) - Gobierno municipal: PSOE                                      |
| Unión Cordobesa                        | Córdoba 29 concejales                | - Alcalde: José Antonio Nieto (PP) - Gobierno municipal: PP                 | 8227    | 5,57  | 1     | 4          |     | - Alcalde: Isabel Ambrosio (PSOE) - Gobierno municipal: PSOE                                      |
|                                        | Lucena 21 concejales                 | - Alcalde: Juan Pérez Guerrero (PSOE) - Gobierno municipal: PSOE            | PSOE    | 7533  | 41,05 | 9          | 0   | - Alcalde: Juan Pérez Guerrero (PSOE) - Gobierno municipal: PSOE                                  |
| PP                                     | Lucena 21 concejales                 | - Alcalde: Juan Pérez Guerrero (PSOE) - Gobierno municipal: PSOE            | 6147    | 33,50 | 7     | 2          |     | - Alcalde: Juan Pérez Guerrero (PSOE) - Gobierno municipal: PSOE                                  |
| C's                                    | Lucena 21 concejales                 | - Alcalde: Juan Pérez Guerrero (PSOE) - Gobierno municipal: PSOE            | 1752    | 9,55  | 2     | 2          |     | - Alcalde: Juan Pérez Guerrero (PSOE) - Gobierno municipal: PSOE                                  |
| IU                                     | Lucena 21 concejales                 | - Alcalde: Juan Pérez Guerrero (PSOE) - Gobierno municipal: PSOE            | 1683    | 9,17  | 2     | 1          |     | - Alcalde: Juan Pérez Guerrero (PSOE) - Gobierno municipal: PSOE                                  |
| Sí se puede Lucena                     | Lucena 21 concejales                 | - Alcalde: Juan Pérez Guerrero (PSOE) - Gobierno municipal: PSOE            | 925     | 5,04  | 1     | 1          |     | - Alcalde: Juan Pérez Guerrero (PSOE) - Gobierno municipal: PSOE                                  |
|                                        | Puente Genil 21 concejales           | - Alcalde: Esteban Morales (PSOE) - Gobierno municipal: PSOE                | PSOE    | 8005  | 58,10 | 14         | 5   | - Alcalde: Esteban Morales (PSOE) - Gobierno municipal: PSOE                                      |
| PP                                     | Puente Genil 21 concejales           | - Alcalde: Esteban Morales (PSOE) - Gobierno municipal: PSOE                | 2490    | 18,07 | 4     | 2          |     | - Alcalde: Esteban Morales (PSOE) - Gobierno municipal: PSOE                                      |
| IU                                     | Puente Genil 21 concejales           | - Alcalde: Esteban Morales (PSOE) - Gobierno municipal: PSOE                | 1933    | 14,03 | 3     | 3          |     | - Alcalde: Esteban Morales (PSOE) - Gobierno municipal: PSOE                                      |
|                                        | Montilla 21 concejales               | - Alcalde: Federico Cabello de Alba (PP) - Gobierno municipal: PP           | PP      | 4215  | 33,34 | 7          | 1   | - Alcalde: Rafael Llamas (PSOE) - Gobierno municipal: PSOE                                        |
| PSOE                                   | Montilla 21 concejales               | - Alcalde: Federico Cabello de Alba (PP) - Gobierno municipal: PP           | 3853    | 30,48 | 7     | 1          |     | - Alcalde: Rafael Llamas (PSOE) - Gobierno municipal: PSOE                                        |
| IU                                     | Montilla 21 concejales               | - Alcalde: Federico Cabello de Alba (PP) - Gobierno municipal: PP           | 3591    | 28,41 | 6     | 1          |     | - Alcalde: Rafael Llamas (PSOE) - Gobierno municipal: PSOE                                        |
| PA                                     | Montilla 21 concejales               | - Alcalde: Federico Cabello de Alba (PP) - Gobierno municipal: PP           | 734     | 5,81  | 1     | 1          |     | - Alcalde: Rafael Llamas (PSOE) - Gobierno municipal: PSOE                                        |
|                                        | Priego de Córdoba 21 concejales      | - Alcalde: María Luisa Ceballos (PP) - Gobierno municipal: PP               | PP      | 5056  | 43,06 | 10         | 2   | - Alcalde: María Luisa Ceballos (PP) - Gobierno municipal: PP                                     |
| PSOE                                   | Priego de Córdoba 21 concejales      | - Alcalde: María Luisa Ceballos (PP) - Gobierno municipal: PP               | 3051    | 25,98 | 6     | 1          |     | - Alcalde: María Luisa Ceballos (PP) - Gobierno municipal: PP                                     |
| PA                                     | Priego de Córdoba 21 concejales      | - Alcalde: María Luisa Ceballos (PP) - Gobierno municipal: PP               | 2022    | 17,22 | 4     | 3          |     | - Alcalde: María Luisa Ceballos (PP) - Gobierno municipal: PP                                     |
| Participa Priego                       | Priego de Córdoba 21 concejales      | - Alcalde: María Luisa Ceballos (PP) - Gobierno municipal: PP               | 616     | 5,25  | 1     | 1          |     | - Alcalde: María Luisa Ceballos (PP) - Gobierno municipal: PP                                     |
|                                        | Palma del Río 21 concejales          | - Alcalde: José Antonio Ruiz Almenara (PSOE) - Gobierno municipal: PSOE     | PSOE    | 4545  | 43,62 | 10         | 1   | - Alcalde: José Antonio Ruiz Almenara (PSOE) - Gobierno municipal: PSOE                           |
| PP                                     | Palma del Río 21 concejales          | - Alcalde: José Antonio Ruiz Almenara (PSOE) - Gobierno municipal: PSOE     | 2220    | 21,31 | 4     | 2          |     | - Alcalde: José Antonio Ruiz Almenara (PSOE) - Gobierno municipal: PSOE                           |
| IU                                     | Palma del Río 21 concejales          | - Alcalde: José Antonio Ruiz Almenara (PSOE) - Gobierno municipal: PSOE     | 1382    | 13,26 | 3     | 1          |     | - Alcalde: José Antonio Ruiz Almenara (PSOE) - Gobierno municipal: PSOE                           |
| PA                                     | Palma del Río 21 concejales          | - Alcalde: José Antonio Ruiz Almenara (PSOE) - Gobierno municipal: PSOE     | 1101    | 10,57 | 2     | 2          |     | - Alcalde: José Antonio Ruiz Almenara (PSOE) - Gobierno municipal: PSOE                           |
| Ahora Palma                            | Palma del Río 21 concejales          | - Alcalde: José Antonio Ruiz Almenara (PSOE) - Gobierno municipal: PSOE     | 1026    | 9,85  | 2     | 2          |     | - Alcalde: José Antonio Ruiz Almenara (PSOE) - Gobierno municipal: PSOE                           |
|                                        | Cabra 21 concejales                  | - Alcalde: Fernando Priego (PP) - Gobierno municipal: PP                    | PP      | 7002  | 60,57 | 14         | 5   | - Alcalde: Fernando Priego (PP) - Gobierno municipal: PP                                          |
| PSOE                                   | Cabra 21 concejales                  | - Alcalde: Fernando Priego (PP) - Gobierno municipal: PP                    | 2522    | 21,81 | 5     | 0          |     | - Alcalde: Fernando Priego (PP) - Gobierno municipal: PP                                          |
| PA                                     | Cabra 21 concejales                  | - Alcalde: Fernando Priego (PP) - Gobierno municipal: PP                    | 1302    | 11,26 | 2     | 3          |     | - Alcalde: Fernando Priego (PP) - Gobierno municipal: PP                                          |
|                                        | Baena 21 concejales                  | - Alcalde: Jesús Rojano (PSOE) - Gobierno municipal: PSOE                   | PSOE    | 5173  | 53,08 | 12         | 2   | - Alcalde: Jesús Rojano (PSOE) - Gobierno municipal: PSOE                                         |
| PP                                     | Baena 21 concejales                  | - Alcalde: Jesús Rojano (PSOE) - Gobierno municipal: PSOE                   | 2007    | 20,60 | 4     | 3          |     | - Alcalde: Jesús Rojano (PSOE) - Gobierno municipal: PSOE                                         |
| IU                                     | Baena 21 concejales                  | - Alcalde: Jesús Rojano (PSOE) - Gobierno municipal: PSOE                   | 1685    | 17,29 | 4     | 0          |     | - Alcalde: Jesús Rojano (PSOE) - Gobierno municipal: PSOE                                         |
| C's                                    | Baena 21 concejales                  | - Alcalde: Jesús Rojano (PSOE) - Gobierno municipal: PSOE                   | 612     | 6,28  | 1     | 1          |     | - Alcalde: Jesús Rojano (PSOE) - Gobierno municipal: PSOE                                         |
|                                        | Pozoblanco 17 concejales             | - Alcalde: Pablo Carrillo (PSOE) - Gobierno municipal: PSOE                 | PSOE    | 2523  | 26,83 | 5          | 1   | - Alcalde: Emiliano Pozuelo (Pozoblanco en positivo) - Gobierno municipal: Pozoblanco en positivo |
| PP                                     | Pozoblanco 17 concejales             | - Alcalde: Pablo Carrillo (PSOE) - Gobierno municipal: PSOE                 | 2486    | 26,44 | 5     | 0          |     | - Alcalde: Emiliano Pozuelo (Pozoblanco en positivo) - Gobierno municipal: Pozoblanco en positivo |
| Pozoblanco en positivo                 | Pozoblanco 17 concejales             | - Alcalde: Pablo Carrillo (PSOE) - Gobierno municipal: PSOE                 | 2350    | 24,99 | 4     | 4          |     | - Alcalde: Emiliano Pozuelo (Pozoblanco en positivo) - Gobierno municipal: Pozoblanco en positivo |
| Ciudadanos Demócratas e Independientes | Pozoblanco 17 concejales             | - Alcalde: Pablo Carrillo (PSOE) - Gobierno municipal: PSOE                 | 1025    | 10,90 | 2     | 3          |     | - Alcalde: Emiliano Pozuelo (Pozoblanco en positivo) - Gobierno municipal: Pozoblanco en positivo |
| IU                                     | Pozoblanco 17 concejales             | - Alcalde: Pablo Carrillo (PSOE) - Gobierno municipal: PSOE                 | 830     | 8,83  | 1     | 0          |     | - Alcalde: Emiliano Pozuelo (Pozoblanco en positivo) - Gobierno municipal: Pozoblanco en positivo |
|                                        | La Carlota 17 concejales             | - Alcalde: Antonio Granados (PSOE) - Gobierno municipal: PSOE               | PSOE    | 3899  | 55,66 | 10         | 0   | - Alcalde: Antonio Granados (PSOE) - Gobierno municipal: PSOE                                     |
| PP                                     | La Carlota 17 concejales             | - Alcalde: Antonio Granados (PSOE) - Gobierno municipal: PSOE               | 1914    | 27,32 | 5     | 1          |     | - Alcalde: Antonio Granados (PSOE) - Gobierno municipal: PSOE                                     |
| IU                                     | La Carlota 17 concejales             | - Alcalde: Antonio Granados (PSOE) - Gobierno municipal: PSOE               | 588     | 8,39  | 1     | 0          |     | - Alcalde: Antonio Granados (PSOE) - Gobierno municipal: PSOE                                     |
| Ganemos La Carlota                     | La Carlota 17 concejales             | - Alcalde: Antonio Granados (PSOE) - Gobierno municipal: PSOE               | 366     | 5,22  | 1     | 1          |     | - Alcalde: Antonio Granados (PSOE) - Gobierno municipal: PSOE                                     |
|                                        | Aguilar de la Frontera 17 concejales | - Alcalde: Francisco Juan Martín (PSOE) - Gobierno municipal: PSOE          | PSOE    | 3290  | 42,76 | 9          | 4   | - Alcalde: Francisco Juan Martín (PSOE) - Gobierno municipal: PSOE                                |
| Unidad Popular de Aguilar              | Aguilar de la Frontera 17 concejales | - Alcalde: Francisco Juan Martín (PSOE) - Gobierno municipal: PSOE          | 1319    | 17,14 | 3     | 1          |     | - Alcalde: Francisco Juan Martín (PSOE) - Gobierno municipal: PSOE                                |
| IU                                     | Aguilar de la Frontera 17 concejales | - Alcalde: Francisco Juan Martín (PSOE) - Gobierno municipal: PSOE          | 976     | 12,69 | 2     | 1          |     | - Alcalde: Francisco Juan Martín (PSOE) - Gobierno municipal: PSOE                                |
| PA                                     | Aguilar de la Frontera 17 concejales | - Alcalde: Francisco Juan Martín (PSOE) - Gobierno municipal: PSOE          | 752     | 9,77  | 2     | 1          |     | - Alcalde: Francisco Juan Martín (PSOE) - Gobierno municipal: PSOE                                |
| PP                                     | Aguilar de la Frontera 17 concejales | - Alcalde: Francisco Juan Martín (PSOE) - Gobierno municipal: PSOE          | 686     | 8,92  | 1     | 1          |     | - Alcalde: Francisco Juan Martín (PSOE) - Gobierno municipal: PSOE                                |
|                                        | Peñarroya-Pueblonuevo 17 concejales  | - Alcalde: María Gil (PP) - Gobierno municipal: PP                          | PSOE    | 2063  | 33,51 | 6          | 1   | - Alcalde: José Ignacio Expósito (PSOE) - Gobierno municipal: PSOE                                |
| Unión Demócrata Peñarriblense          | Peñarroya-Pueblonuevo 17 concejales  | - Alcalde: María Gil (PP) - Gobierno municipal: PP                          | 1492    | 24,23 | 4     | 4          |     | - Alcalde: José Ignacio Expósito (PSOE) - Gobierno municipal: PSOE                                |
| PP                                     | Peñarroya-Pueblonuevo 17 concejales  | - Alcalde: María Gil (PP) - Gobierno municipal: PP                          | 1420    | 23,06 | 4     | 5          |     | - Alcalde: José Ignacio Expósito (PSOE) - Gobierno municipal: PSOE                                |
| IU                                     | Peñarroya-Pueblonuevo 17 concejales  | - Alcalde: María Gil (PP) - Gobierno municipal: PP                          | 1092    | 17,74 | 3     | 2          |     | - Alcalde: José Ignacio Expósito (PSOE) - Gobierno municipal: PSOE                                |
|                                        | Fuente Palmera 17 concejales         | - Alcalde: Juan Antonio Fernández Jiménez (PSOE) - Gobierno municipal: PSOE | IU      | 1786  | 29,08 | 5          | 2   | - Alcalde: Francisco Javier Ruiz Moro (IU) - Gobierno municipal: IU                               |
| PSOE                                   | Fuente Palmera 17 concejales         | - Alcalde: Juan Antonio Fernández Jiménez (PSOE) - Gobierno municipal: PSOE | 1636    | 26,64 | 5     | 2          |     | - Alcalde: Francisco Javier Ruiz Moro (IU) - Gobierno municipal: IU                               |
| Jóvenes por la Colonia                 | Fuente Palmera 17 concejales         | - Alcalde: Juan Antonio Fernández Jiménez (PSOE) - Gobierno municipal: PSOE | 954     | 15,53 | 3     | 3          |     | - Alcalde: Francisco Javier Ruiz Moro (IU) - Gobierno municipal: IU                               |
| PP                                     | Fuente Palmera 17 concejales         | - Alcalde: Juan Antonio Fernández Jiménez (PSOE) - Gobierno municipal: PSOE | 852     | 13,87 | 2     | 2          |     | - Alcalde: Francisco Javier Ruiz Moro (IU) - Gobierno municipal: IU                               |
| Olivo Independientes                   | Fuente Palmera 17 concejales         | - Alcalde: Juan Antonio Fernández Jiménez (PSOE) - Gobierno municipal: PSOE | 663     | 10,79 | 2     | 1          |     | - Alcalde: Francisco Javier Ruiz Moro (IU) - Gobierno municipal: IU                               |
|                                        | Rute 17 concejales                   | - Alcalde: Antonio Ruiz Cruz (PSOE) - Gobierno municipal: PSOE              | PSOE    | 2133  | 38,08 | 7          | 0   | - Alcalde: Antonio Ruiz Cruz (PSOE) - Gobierno municipal: PSOE                                    |
| PP                                     | Rute 17 concejales                   | - Alcalde: Antonio Ruiz Cruz (PSOE) - Gobierno municipal: PSOE              | 1777    | 32,02 | 6     | 1          |     | - Alcalde: Antonio Ruiz Cruz (PSOE) - Gobierno municipal: PSOE                                    |
| IU                                     | Rute 17 concejales                   | - Alcalde: Antonio Ruiz Cruz (PSOE) - Gobierno municipal: PSOE              | 1308    | 23,57 | 4     | 1          |     | - Alcalde: Antonio Ruiz Cruz (PSOE) - Gobierno municipal: PSOE                                    |
|                                        | Fernán Núñez 13 concejales           | - Alcalde: Elena Ruiz Bueno (IU) - Gobierno municipal: IU                   | IU      | 1954  | 36,04 | 6          | 0   | - Alcalde: Elena Ruiz Bueno (IU) - Gobierno municipal: IU                                         |
| PSOE                                   | Fernán Núñez 13 concejales           | - Alcalde: Elena Ruiz Bueno (IU) - Gobierno municipal: IU                   | 1888    | 34,82 | 5     | 1          |     | - Alcalde: Elena Ruiz Bueno (IU) - Gobierno municipal: IU                                         |
| Trabajemos Fernán-Núñez                | Fernán Núñez 13 concejales           | - Alcalde: Elena Ruiz Bueno (IU) - Gobierno municipal: IU                   | 598     | 11,03 | 1     | 1          |     | - Alcalde: Elena Ruiz Bueno (IU) - Gobierno municipal: IU                                         |
| PP                                     | Fernán Núñez 13 concejales           | - Alcalde: Elena Ruiz Bueno (IU) - Gobierno municipal: IU                   | 590     | 10,88 | 1     | 1          |     | - Alcalde: Elena Ruiz Bueno (IU) - Gobierno municipal: IU                                         |
|                                        | Montoro 13 concejales                | - Alcalde: Antonio Sánchez Villaverde (PSOE) - Gobierno municipal: PSOE     | PSOE    | 3088  | 57,97 | 8          | 1   | - Alcalde: Ana Romero (PSOE) - Gobierno municipal: PSOE                                           |
| PP                                     | Montoro 13 concejales                | - Alcalde: Antonio Sánchez Villaverde (PSOE) - Gobierno municipal: PSOE     | 1255    | 23,56 | 3     | 0          |     | - Alcalde: Ana Romero (PSOE) - Gobierno municipal: PSOE                                           |
| IU                                     | Montoro 13 concejales                | - Alcalde: Antonio Sánchez Villaverde (PSOE) - Gobierno municipal: PSOE     | 902     | 16,93 | 2     | 1          |     | - Alcalde: Ana Romero (PSOE) - Gobierno municipal: PSOE                                           |
|                                        | Villanueva de Córdoba 13 concejales  | - Alcalde: Francisco Javier Arenas (PSOE) - Gobierno municipal: PSOE        | PP      | 2370  | 46,24 | 7          | 1   | - Alcalde: Dolores Sánchez Moreno (PP) - Gobierno municipal: PP                                   |
| PSOE                                   | Villanueva de Córdoba 13 concejales  | - Alcalde: Francisco Javier Arenas (PSOE) - Gobierno municipal: PSOE        | 2017    | 39,36 | 5     | 1          |     | - Alcalde: Dolores Sánchez Moreno (PP) - Gobierno municipal: PP                                   |
| IU                                     | Villanueva de Córdoba 13 concejales  | - Alcalde: Francisco Javier Arenas (PSOE) - Gobierno municipal: PSOE        | 649     | 12,66 | 1     | 1          |     | - Alcalde: Dolores Sánchez Moreno (PP) - Gobierno municipal: PP                                   |
|                                        | Castro del Río 13 concejales         | - Alcalde: José Luis Caravaca (IU) - Gobierno municipal: IU                 | IU      | 1910  | 37,58 | 5          | 0   | - Alcalde: José Luis Caravaca (IU) - Gobierno municipal: IU                                       |
| PSOE                                   | Castro del Río 13 concejales         | - Alcalde: José Luis Caravaca (IU) - Gobierno municipal: IU                 | 1452    | 28,57 | 4     | 0          |     | - Alcalde: José Luis Caravaca (IU) - Gobierno municipal: IU                                       |
| PP                                     | Castro del Río 13 concejales         | - Alcalde: José Luis Caravaca (IU) - Gobierno municipal: IU                 | 1026    | 20,19 | 3     | 0          |     | - Alcalde: José Luis Caravaca (IU) - Gobierno municipal: IU                                       |
| PA                                     | Castro del Río 13 concejales         | - Alcalde: José Luis Caravaca (IU) - Gobierno municipal: IU                 | 359     | 7,06  | 1     | 0          |     | - Alcalde: José Luis Caravaca (IU) - Gobierno municipal: IU                                       |
|                                        | Almodóvar del Río 13 concejales      | - Alcalde: Sierra Luque (IU) - Gobierno municipal: IU                       | IU      | 2226  | 52,35 | 7          | 1   | - Alcalde: Sierra Luque (IU) - Gobierno municipal: IU                                             |
| PSOE                                   | Almodóvar del Río 13 concejales      | - Alcalde: Sierra Luque (IU) - Gobierno municipal: IU                       | 872     | 20,51 | 3     | 2          |     | - Alcalde: Sierra Luque (IU) - Gobierno municipal: IU                                             |
| Ganemos Almodóvar                      | Almodóvar del Río 13 concejales      | - Alcalde: Sierra Luque (IU) - Gobierno municipal: IU                       | 653     | 15,36 | 2     | 2          |     | - Alcalde: Sierra Luque (IU) - Gobierno municipal: IU                                             |
| PP                                     | Almodóvar del Río 13 concejales      | - Alcalde: Sierra Luque (IU) - Gobierno municipal: IU                       | 434     | 10,21 | 1     | 1          |     | - Alcalde: Sierra Luque (IU) - Gobierno municipal: IU                                             |
|                                        | Bujalance 13 concejales              | - Alcalde: Elena Alba (PA) - Gobierno municipal: PA                         | PP      | 1577  | 35,45 | 5          | 4   | - Alcalde: Elena Alba (PP) - Gobierno municipal: PP                                               |
| PSOE                                   | Bujalance 13 concejales              | - Alcalde: Elena Alba (PA) - Gobierno municipal: PA                         | 1558    | 35,02 | 5     | 1          |     | - Alcalde: Elena Alba (PP) - Gobierno municipal: PP                                               |
| Por Bujalance                          | Bujalance 13 concejales              | - Alcalde: Elena Alba (PA) - Gobierno municipal: PA                         | 892     | 20,05 | 2     | 2          |     | - Alcalde: Elena Alba (PP) - Gobierno municipal: PP                                               |
| IU                                     | Bujalance 13 concejales              | - Alcalde: Elena Alba (PA) - Gobierno municipal: PA                         | 351     | 7,89  | 1     | 0          |     | - Alcalde: Elena Alba (PP) - Gobierno municipal: PP                                               |